# Кордбигл
Кордбигл (фр. Cordebugle) насеље је и општина у северној Француској у региону Доња Нормандија, у департману Калвадос која припада префектури Лисје.
По подацима из 2011. године у општини је живело 141 становника, а густина насељености је износила 15,72 становника/km². Општина се простире на површини од 8,97 km². Налази се на средњој надморској висини од 156 метара (максималној 194 m, а минималној 86 m).

## Демографија
| 1962. | 1968. | 1975. | 1982. | 1990. | 1999. | 2011. |
| ----- | ----- | ----- | ----- | ----- | ----- | ----- |
| 71    | 72    | 72    | 101   | 110   | 91    | 141   |

График промене броја становника у току последњих година